# Нерознак, Татьяна Александровна
Татьяна Александровна Нерознак (род. 28 февраля 1989 года) — казахстанская легкоатлетка.

## Карьера
Воспитанница кустанайского спорта и тренера Ибраева Токеша Тлеубаевича. Участвовала в двух (2013, 2017) чемпионатах Азии и двух (2014, 2016) зимних чемпионатах Азии.
На зимних чемпионатах Азии 2014 и 2016 годов завоевывала бронзовые награды на дистанции 800 метров.
Многократный чемпион и призёр чемпионатов Казахстана.
На зимнем чемпионате Казахстана 2017 года (Усть-Каменогорск) выиграла на дистанциях 800 и 1500 метров.
На чемпионате Казахстана 2017 года (Алматы) с результатом 2:09,23 победила на дистанции 800 метров. На дистанции 5000 метров была третьей.
1 февраля 2018 года на Чемпионате Азии в Тегеране в беге на 3000 метров Татьяна выиграла золотую медаль, с результатом 9 минут и 33.65 секунды.
В феврале 2020 года на открытом Кубке Беларуси по легкой атлетике завоевала две золотые медали на двух дистанциях: 1500 метров (4:24.83.) и 3000 метров (9:45.27.).

## Образование
В 2010 году окончила Костанайский социально-технический университет. Занимается тренерской работой.